# Fabio Babini

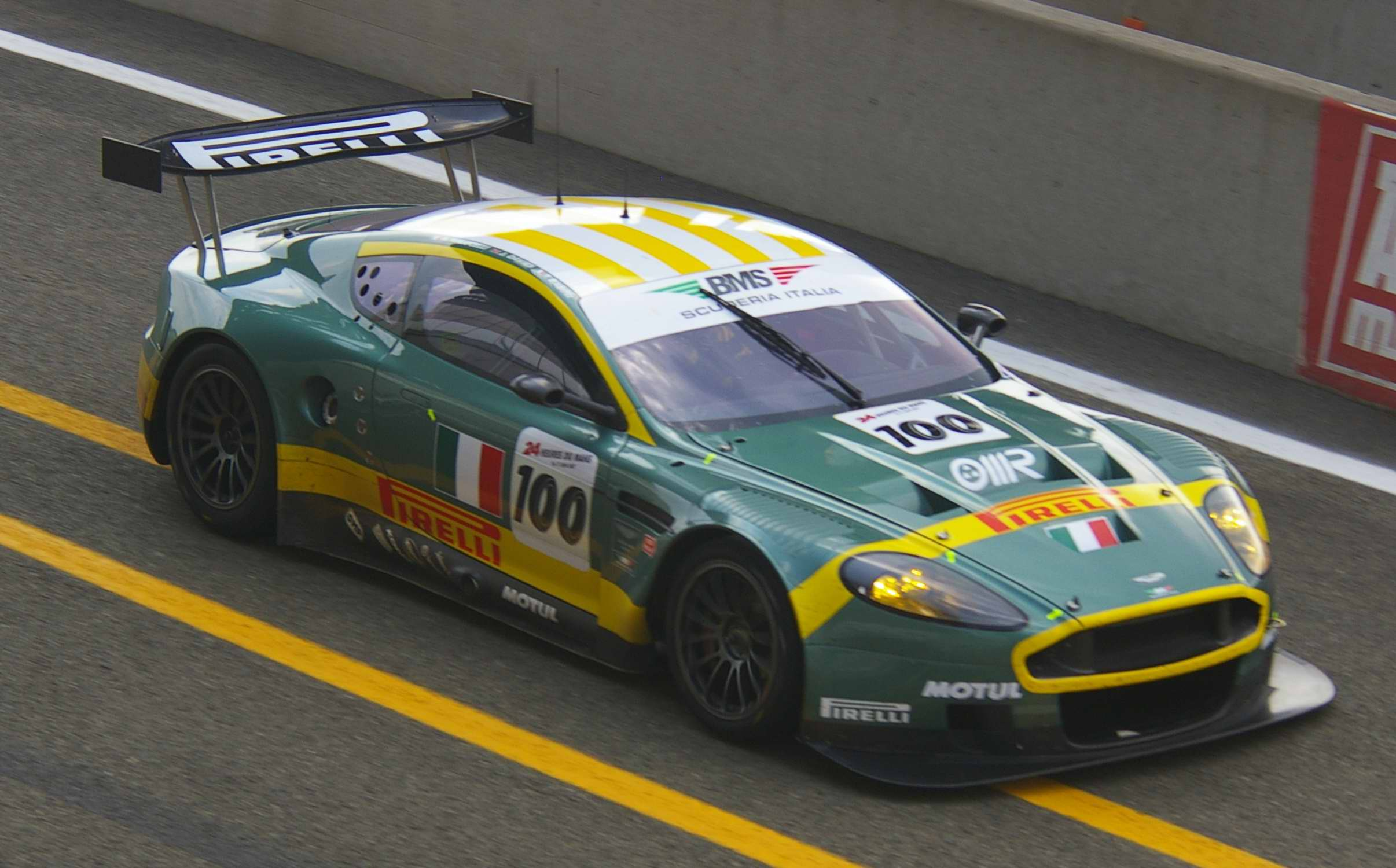
Der Aston Martin DBR9 von Matteo Malucelli, Jamie Davies und Fabio Babini beim 24-Stunden-Rennen von Le Mans 2007

Fabio Babini (* 3. November 1969 in Faenza) ist ein italienischer Automobilrennfahrer.

## Karriere
Seine ersten Erfahrungen im Rennsport sammelte Babini in den früheren 1990er-Jahren in der italienischen Formel-3-Meisterschaft, ehe der 1995 in den GT- und Sportwagensport wechselte.
Seit Anfang der 2000er-Jahre fährt er regelmäßig in der FIA-GT-Meisterschaft und in der American Le Mans Series. 2000 gewann er auf einem Porsche 996 GT3 R die GT2-Klasse beim 24-Stunden-Rennen von Daytona und konnte seither eine Fülle an Klassensiegen in beiden Rennserien einfahren. 2001 pilotierte er beim 24-Stunden-Rennen von Le Mans gemeinsam mit seinen Teamkollegen Gabrio Rosa und Luca Drudi einen Porsche 911 GT3 auf den sechsten Gesamtrang, die beste Platzierung in der Gesamtwertung für einen GT2-Rennwagen seit Einführung dieser Klasse in Le Mans. So beachtenswert dieser Rennauftritt von Babini 2001 an der Sarthe war, so kurz war er 2006. Noch in der ersten Runde verlor er ausgangs der zweiten Porsche-Kurve die Herrschaft über seinen Aston Martin DBR9 und prallte links in die Leitplanken. Da der Aston Martin nicht mehr gestartet werden konnte, musste das Team das Rennen nach knapp zehn Kilometern aufgeben.

## Statistik

### Le-Mans-Ergebnisse
| Jahr | Team                    | Fahrzeug              | Teamkollege         | Teamkollege        | Platzierung            | Ausfallgrund |
| ---- | ----------------------- | --------------------- | ------------------- | ------------------ | ---------------------- | ------------ |
| 2000 | Haberthur Racing        | Porsche 996 GT3 R     | Gabrio Rosa         | Michel Ligonnet    | Ausfall                | Unfall       |
| 2001 | Seikel Motorsport       | Porsche 996 GT3 RS    | Gabrio Rosa         | Luca Drudi         | Rang 6 und Klassensieg |              |
| 2003 | JMB Racing              | Ferrari 360 Modena GT | David Terrien       | Fabrizio De Simone | Rang 25                |              |
| 2006 | BMS Scuderia Italia     | Aston Martin DBR9     | Christian Pescatori | Fabrizio Gollin    | Ausfall                | Unfall       |
| 2007 | Aston Martin Racing BMS | Aston Martin DBR9     | Jamie Davies        | Matteo Malucelli   | Rang 11                |              |
| 2008 | BMS Scuderia Italia     | Ferrari F430 GT       | Paolo Ruberti       | Matteo Malucelli   | Rang 22                |              |
| 2009 | BMS Scuderia Italia     | Ferrari F430 GT       | Paolo Ruberti       | Matteo Malucelli   | Rang 19                |              |
| 2018 | Ebimotors               | Porsche 911 RSR       | Christina Nielsen   | Érik Maris         | Rang 32                |              |

### Sebring-Ergebnisse
| Jahr | Team                     | Fahrzeug                | Teamkollege         | Teamkollege         | Teamkollege      | Platzierung | Ausfallgrund    |
| ---- | ------------------------ | ----------------------- | ------------------- | ------------------- | ---------------- | ----------- | --------------- |
| 2001 | Seikel Motorsport        | Porsche 911 GT3-RS      | Alex Caffi          | Gabrio Rosa         |                  | Rang 14     |                 |
| 2002 | P.K. Sport Ltd.          | Porsche 911 GT3-RS      | Giovanni Anapoli    | Robin Liddell       |                  | Rang 15     |                 |
| 2003 | JMB Racing USA           | Ferrari 360 Modena N-GT | Stéphan Grégoire    | Christian Pescatori |                  | Rang 15     |                 |
| 2005 | Maserati Corse           | Maserati MC12 GT1       | Andrea Bertolini    | Fabrizio De Simone  |                  | Rang 8      |                 |
| 2006 | Konrad Motorsports       | Saleen S7-R             | Jamie Davies        | Paolo Ruberti       |                  | Ausfall     | Getriebeschaden |
| 2016 | Dream Racing Competition | Lamborghini Huracán GT3 | Cédric Sbirrazzuoli | Paolo Ruperti       | Luca Persiani    | Ausfall     | Unfall          |
| 2017 | Ebimotors                | Lamborghini Huracán GT3 | Emanuele Busnelli   | Michele Beretta     | Emmanuel Collard | Rang 27     |                 |

### Einzelergebnisse in der FIA-Langstrecken-Weltmeisterschaft
| Saison  | Team      | Rennwagen       | 1   | 2   | 3   | 4   | 5   | 6   | 7   | 8   |
| ------- | --------- | --------------- | --- | --- | --- | --- | --- | --- | --- | --- |
| 2018/19 | Ebimotors | Porsche 911 RSR | SPA | LEM | SIL | FUJ | SHA | SEB | SPA | LEM |
| 2018/19 | Ebimotors | Porsche 911 RSR | 32  |     |     |     |     |     |     |     |